# Dawny Dom Handlowy Stefan Esders
Dom Handlowy Stefan Esders – dawny dom handlowy znajdujący się na rogu ulicy Łaciarskiej 4 i Oławskiej we Wrocławiu, obecnie budynek „Save The World Business Center”.

## Historia

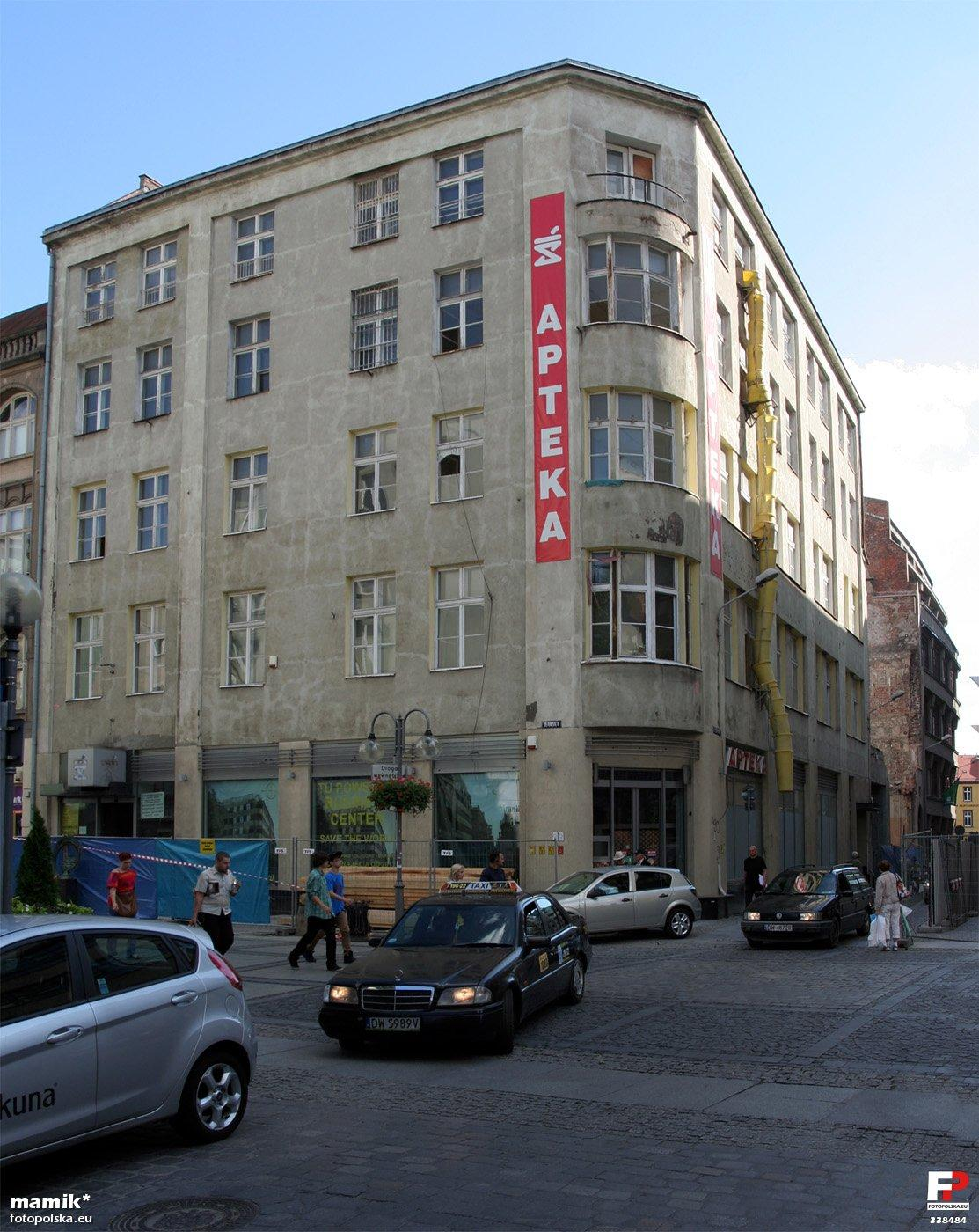
Wygląd budynku przed remontem w 2012 roku

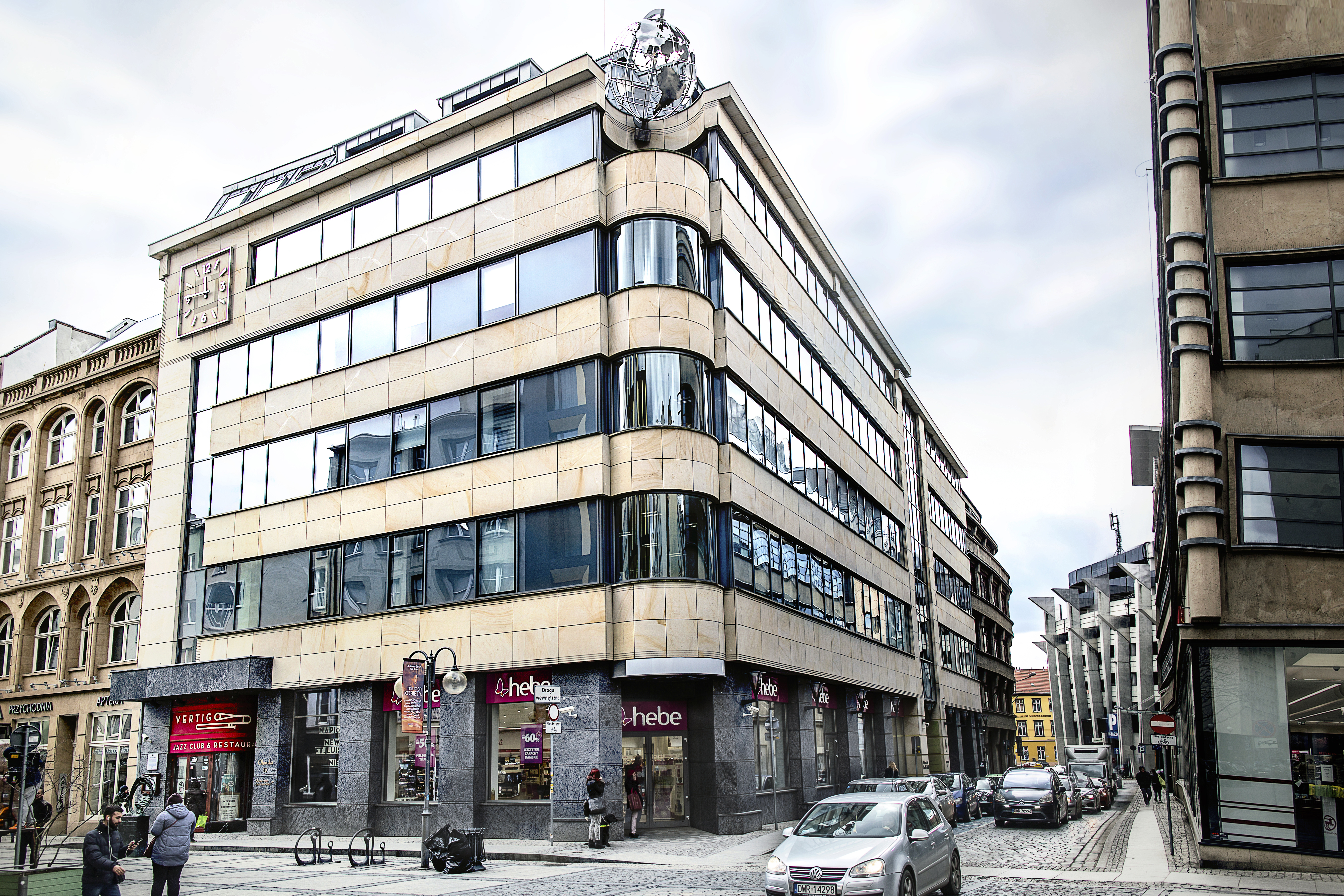
Wygląd budynku po remoncie w 2012 roku

Do 1902 roku na działce przy Oławskiej 12 znajdowała się barokowa kamienica. Została ona rozebrana, a w jej miejsce wzniesiono, w dwóch etapach, nowoczesny dom handlowy według projektu Alvina Wedemanna. W 1908 roku budynek zakupił kupiec Stefan Esders, właściciel firmy konfekcyjnej „Zur grossen Fabrik Stefan Esders” mający swoje sklepy i fabryki w Wiedniu, Petersburgu, Berlinie, Paryżu i w Rotterdamie. W 1913 roku dom handlowy został rozbudowany o wyburzoną sąsiednią kamienicę nr 13. Projektantem zmian był ponownie Wedemann.

## Opis architektoniczny
Pięciokondygnacyjny budynek miał szkieletową konstrukcję, płaską elewację. Narożnik był zaokrąglony i zwieńczała go wieżyczka w kształcie dziobu okrętu. Prawdopodobnie takie rozwiązanie wzorowane było na nowo wybudowanym domu handlowym „Carson, Price, Scott & Co Sullivan” („Sullivan Center”) znajdującym się w Chicago. W narożniku znajdowało się wejście do domu handlowego. Na parterze znajdowały się ogromne witryny sięgające do samej ziemi, a między nimi na słupach umieszczone były gabloty reklamowe. W miejsce wyburzonej kamienicy nr 13 Wademann zaprojektował pięciokondygnacyjną arkadę wypełnioną na trzech kolejnych piętrach dwudzielnymi oknami i ściankami pod parapetowymi, na których umieszczono reklamy. Ostatnia kondygnacja zakończona była trzyosiowym łukowym otworem okiennym. Całość nawiązywała do starszego wyglądu elewacji. Podczas rozbudowy zmieniono również układ klatek schodowych. W tym celu wyburzono oficynę południową, w której dotychczas znajdowała się klatka schodowa, winda oraz sanitariaty, a w jej miejsce wzniesiono krótszą oficyną mieszczącą tylko klatkę schodową. Klatkę ewakuacyjną i otwartą klatkę schodową prowadzącą na drugie piętro zastąpiono trójbiegową klatką schodową z windą w duszy. Klatka przylegała do dziedzińca, znajdującego się nad parterem, na tyłach skrzydła zachodniego.
Dom Handlowy Stefan Esders specjalizował się w konfekcji damskiej i męskiej. Na parterze można było zakupić wszelkiego typu materiały, na I piętrze sprzedawano obuwie, na II piętrze odzież damska i dziecięca. Na trzecim piętrze znajdowała się krojownia, na czwartym i piątym magazyny

## Po 1945 roku
Podczas działań wojennych w 1945 roku budynek został częściowo zniszczony. W latach 60. XX wieku został odremontowany. Usunięto secesyjne ozdoby i wielkie witryny. W części parterowej znajdowały się w różnych latach sklepy wielobranżowe, apteka, sklep meblowy. W latach 2012–2014 budynek został gruntownie przebudowany, wyremontowany i przekształcony w biurowiec „Save the World”. Prace sponsorowała firma „Save the World Real Estates”. W pomieszczeniach piwnicznych mieści się klub i restauracja Vertigo Jazz Club & Restaurant.